# Jan Gruszczyński (komunista)
Jan Gruszczyński, pseud. Organista, Janek, Mały Jasio (ur. 12 czerwca 1913 w Kozienicach, zm. 14 marca 1944 w Halinowie) – polski działacz komunistyczny, członek II Grupy Inicjatywnej PPR.

## Życiorys
Jako uczeń czwartej klasy Państwowej Szkoły Techniczno-Kolejowej w Radomiu wstąpił do Związku Młodzieży Komunistycznej (ZMK). W latach 30. pełnił funkcję sekretarza międzyszkolnego komitetu KZMP w Radomiu, wstąpił też do KPP. Wkrótce został członkiem Komitetu Dzielnicowego KZMP w Radomiu. Aresztowany 8 czerwca 1933, skazany przez SO w Radomiu 7 kwietnia 1934 na 2 lata więzienia i 5 lat pozbawienia praw obywatelskich. W radomskim więzieniu był najpierw członkiem zarządu, a potem starostą komuny więziennej. Zwolniony z więzienia 9 czerwca 1935, kontynuował działalność w KZMP i KPP. W 1936 wyjechał do Warszawy, gdzie podjął pracę w fabryce tubek metalowych "Staniola". Podczas strajku okupacyjnego w fabryce został wybrany do komitetu strajkowego. Wkrótce potem zwolniono go z pracy. Przez pewien czas był bezrobotny, po czym znalazł pracę w firmie francuskiej "Arnoud". W 1939 przedostał się do ZSRR. Pracował w Magnitogorsku jako elektryk. Latem 1941 został wezwany do Moskwy i skierowany na specjalny kurs przy uczelni Komitetu Wykonawczego Międzynarodówki Komunistycznej w Puszkino, a następnie (po ewakuacji) w Kusznarenkowie w Baszkirii.
Po ukończeniu kursu wszedł w skład tzw. drugiej Grupy Inicjatywnej PPR. W nocy na 20 maja 1942 wylądował na spadochronie w rejonie Kozienic. Udał się do rodziny w Kozienicach, a następnie do Warszawy, gdzie za pośrednictwem swojej siostry Stefanii skontaktował się z przedstawicielami KC PPR: Małgorzatą Fornalską i Pawłem Finderem. Kierownictwo centralne powierzyło mu organizowanie PPR i GL w Okręgu Radomsko-Kieleckim. Gruszczyński bezzwłocznie przystąpił do tworzenia kół i instancji PPR i grup GL na Kielecczyźnie. W 1942 był członkiem Komitetu Okręgowego PPR Radomsko-Kieleckiego, a następnie w 1943 członkiem Komitetu Obwodowego PPR. Przekazywał meldunki KC PPR ze stacji nadawczo-odbiorczej, którą ulokował we wsi Borki koło Kozienic. Na przełomie 1943/1944 był współorganizatorem Miejskiej Rady Narodowej w Radomiu, a także szeregu rad powiatowych na Kielecczźnie i w Radomskiem. Na jednym z zebrań założycielskich nowego komitetu PPR w miejscowości Halinów pod Radomiem dwóch jego uczestników, związanych z wywiadem NSZ, Boryczko i Koryciński, wyjęło pistolety i otworzyło ogień do zebranych, zabijając na miejscu Gruszczyńskiego i Bolesława Skowrońskiego. Historiografia PRL, nie znając szczegółów tych wydarzeń, rozbicie zebrania w Halinowie przypisywała gestapo.